# Mistrzostwa Świata U-19 w Rugby Union Mężczyzn 1994
Mistrzostwa Świata U-19 w Rugby Union Mężczyzn 1994 – dwudzieste szóste mistrzostwa świata U-19 w rugby union mężczyzn zorganizowane przez IRB i FIRA, które odbyły się w Lyonie w dniach od 30 marca do 3 kwietnia 1994 roku.

## Grupa A
W pierwszej rundzie Argentyńczycy pokonali Hiszpanów 49-21.
| Miejsce | Reprezentacja          |
| ------- | ---------------------- |
| 1       | Południowa Afryka U-19 |
| 2       | Włochy U-19            |
| 3       | Francja U-19           |
| 4       | Argentyna U-19         |
| 5       | Urugwaj U-19           |
| 6       | Hiszpania U-19         |
| 7       | Polska U-19            |
| 8       | Rumunia U-19           |
| 9       | Portugalia U-19        |
| 10      | Rosja U-19             |
| 11      | Chiny U-19             |
| 12      | Paragwaj U-19          |
| 13      | Czechy U-19            |
| 14      | Niemcy U-19            |
| 15      | Maroko U-19            |
| 16      | Holandia U-19          |

## Grupa B
| Miejsce | Reprezentacja  |
| ------- | -------------- |
| 1       | Chile U-19     |
| 2       | Tunezja U-19   |
| 3       | Gruzja U-19    |
| 4       | Ukraina U-19   |
| 5       | Lyon           |
| 6       | Chorwacja U-19 |